# Näcktjärnen (Norbergs socken, Västmanland)
Näcktjärnen är en sjö i Norbergs kommun i Västmanland och ingår i Dalälvens huvudavrinningsområde. Sjön är 4 meter djup, har en yta på 0,0685 kvadratkilometer och befinner sig 167,3 meter över havet.

## Delavrinningsområde
Näcktjärnen ingår i det delavrinningsområde (666752-151228) som SMHI kallar för Inloppet i Lillsjön. Medelhöjden är 171 meter över havet och ytan är 20,07 kvadratkilometer. Det finns inga avrinningsområden uppströms utan avrinningsområdet är högsta punkten. Vattendraget som avvattnar avrinningsområdet har biflödesordning 2, vilket innebär att vattnet flödar genom totalt 2 vattendrag innan det når havet efter 134 kilometer. Avrinningsområdet består mestadels av skog (91 procent). Avrinningsområdet har 1,26 kvadratkilometer vattenytor vilket ger det en sjöprocent på 6,3 procent.